# آنا الويس هينجا
آنا ألويس هينجا هي محامية وناشطة في مجال حقوق الإنسان من تنزانيا معروفة بخدماتها الاجتماعية في تنزانيا. أصبحت المدير التنفيذي للمركز القانوني وحقوق الإنسان في عام 2018.

## حياة
كان والدا هينجا موظفين حكوميين وكانت واحدة من أطفالهما الستة.
في عام 2015 تم تشجيعها على خوض الانتخابات العامة في تنزانيا. وهي معروفة أيضًا بتحفيزها النساء الأخريات على الانخراط في السياسة في تنزانيا.